# Невский, Александр Алексеевич (военачальник)
Алекса́ндр Алексе́евич Не́вский(13 октября 1858 — после 1920) — русский военачальник, генерал-майор. Участник китайского похода (1900—1901), русско-японской войны, первой мировой войны.

## Биография
Образование получил в Холмской учительской семинарии.
В службу вступил 11 ноября 1878 года. Окончил Киевское пехотное юнкерское училище. Выпущен в 35-й пехотный Брянский полк.
Прапорщик (ст. 13 января 1882 года). Подпоручик (ст. 30 августа 1884 года). Поручик (ст. 30 декабря 1889 года). Состоял в запасе (29 января 1890 — 1 декабря 1891 года). Штабс-Капитан (ст. 15 марта 1899 года).
Участник похода в Китай 1900—1901 годов. Капитан (ст. 6 мая 1900 года). Командовал ротой (4 г. 3 м.); батальоном (3 г. 3 м.).
Участник русско-японской войны 1904—1905 годов. Подполковник (пр. 1904; ст. 26 февраля 1904 года; за отличие).
На 1 января 1909 года Подполковник 207-го пехотного резервного Кишиневского полка. Полковник (пр. 1909; ст. 26 ноября 1909 года; за отличие). Командир 48-го пехотного Одесского полка (с 18 мая 1913 года).
Участник Первой мировой войны. В феврале 1915 года в той же должности. Награждён Георгиевским оружием (ВП 24 февраля 1915 года). Генерал-майор (22 января 1915 года). Состоял в резерве чинов при штабе Одесского ВО (с 28 декабря 1915 года). На 10 июля 1916 года в том же чине и должности.
Согласно семейному преданию, оставленному его сыном Всеволодом Невским (1905—1958), перешел на сторону большевиков, но был казнен после 1920 года.

## Награды
- Орден Святой Анны 4-й степени (1901 год)
- Орден Святого Георгия 4-й степени (3 августа 1901 года)
- Орден Святого Станислава 2-й степени (1909 год)
- Орден Святого Владимира 4-й степени с бантом (1910 год)
- Орден Святой Анны 2-й степени (1912 год)
- Георгиевское оружие (24 февраля 1915 года)